# Cuphea pertenuis
Cuphea pertenuis är en fackelblomsväxtart som beskrevs av Robert Crichton Foster. Cuphea pertenuis ingår i släktet blossblommor, och familjen fackelblomsväxter. Inga underarter finns listade i Catalogue of Life.